# Gilberto Rodríguez Pérez
Gilberto Rodríguez Pérez (Los Silos, 7 dicembre 1941 – 7 agosto 2018) è stato un calciatore spagnolo, di ruolo attaccante. Detto anche Gilberto I per distinguerlo dal compagno di squadra Justo Gilberto, detto a sua volta Gilberto II.

## Carriera
Esordì con il Las Palmas nel 1962 nella Segunda División spagnola. Nella stagione 1963-1964 la squadra vinse il campionato, ottenendo la promozione in massima serie. Disputò la Coppa delle Fiere 1969-1970, dove la formazione venne eliminata al primo turno.
Lasciò il Las Palmas nel 1973, dopo undici stagioni nel club, nove delle quali trascorse nella Liga. In totale collezionò 303 presenze in tutte le competizioni con il Las Palmas.
Giocò per gli ultimi due anni della sua carriera nel Tenerife, in Segunda División.

## Palmarès

### Club

#### Competizioni nazionali
- Segunda División spagnola: 1

Las Palmas: 1963-1964

### Individuale
- Capocannoniere della Coppa di Spagna: 1

1967-1968 (5 gol)